# Sainte-Honorine-du-Fay
Sainte-Honorine-du-Fay là một xã ở tỉnh Calvados, thuộc vùng Normandie ở tây bắc nước Pháp.

## Dân số
| Năm | 1962 | 1968 | 1975 | 1982 | 1990  | 1999  |
| --- | ---- | ---- | ---- | ---- | ----- | ----- |
| Dân số | 427  | 495  | 644  | 927  | 1 065 | 1 085 |
| From the year 1962 on: No double counting—residents of multiple communes (e.g. students and military personnel) are counted only once. |      |      |      |      |       |       |

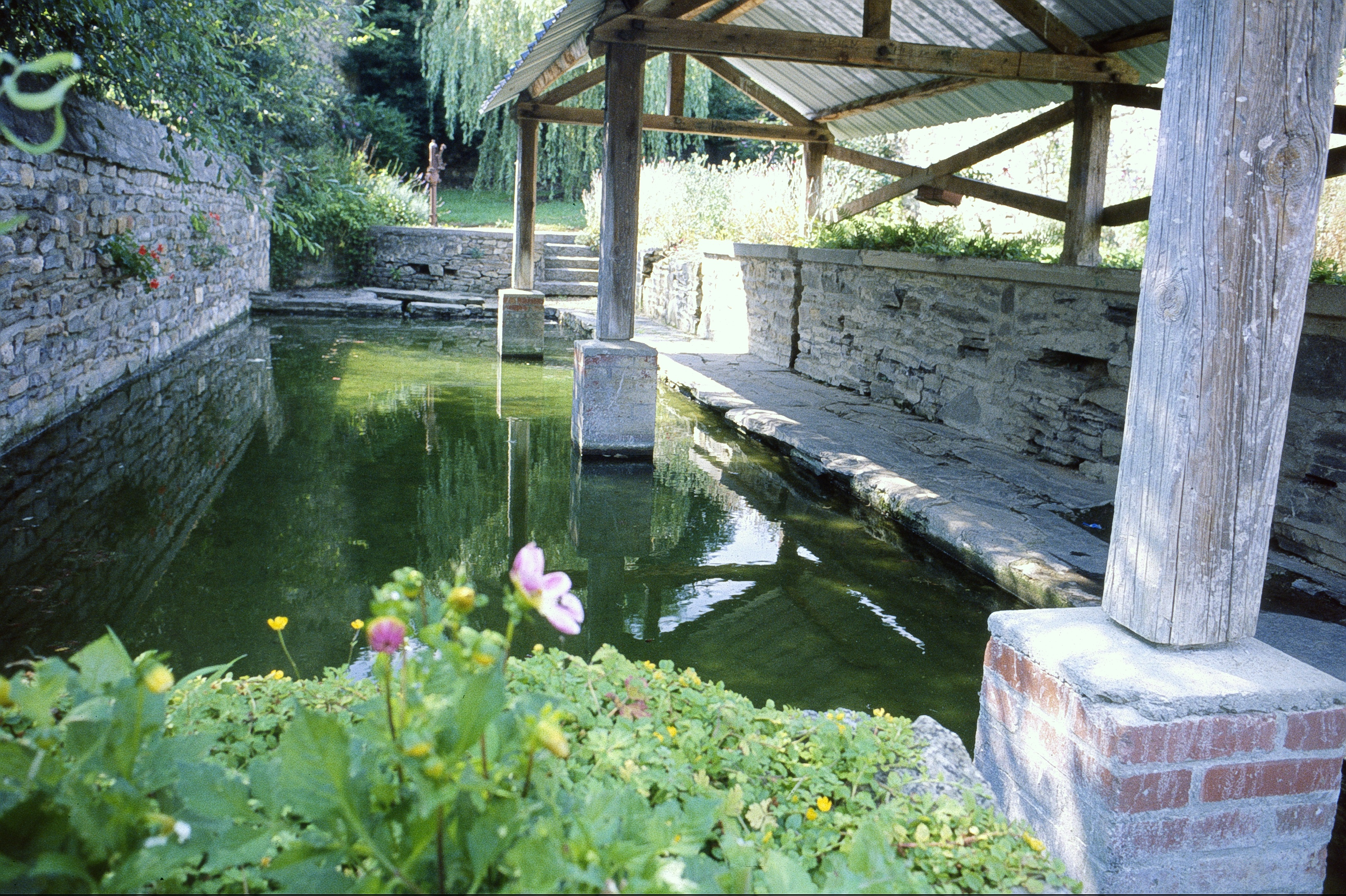
Le lavoir du hameau de Bretteville.